# Zorra (canción)
«Zorra» es una canción de synth-pop interpretada por el dúo español Nebulossa y publicada el 14 de diciembre de 2023. Es la canción que representó a España en el Festival de la Canción de Eurovisión 2024 después de haber obtenido la victoria en el Benidorm Fest 2024, la final nacional de España para el Festival de la Canción de Eurovisión de ese año. La canción dejó a España en el puesto número 22 de los 25 países que concursaron en la final.

## Composición
Según palabras de sus autores, «Zorra» es «una canción para todas las que alguna vez nos hemos sentido impotentes, por las oprimidas, por las imparables. Por vosotras». Utilizan la palabra «zorra» a modo de reapropiación, además de ser en cierta forma una revalorización por la discriminación por edadismo y misoginia que María "Mery" Bas, la intérprete, describe haber sufrido. La canción fue dedicada a «todas las Manuelas Trasobares», en referencia a Manuela Trasobares, primera concejala transgénero de España, por ser alguien que luchó por el avance social, en especial por el reconocimiento de los derechos de las personas LGBTIQ+, y ser ejemplo de superación y empoderamiento femenino.

### Videoclip
A finales de 2023, Nebulossa estrenó el videoclip de la canción,  dirigido por Laia Luch. En la producción, Mery Bas viste un vestido rojo y cinta en el pelo, haciendo un guiño a un momento viral que protagonizó Manuela Trasobares cuando rompió una copa durante la emisión de un programa en Canal Nou de Valencia.

## Eurovisión

### Benidorm Fest 2024

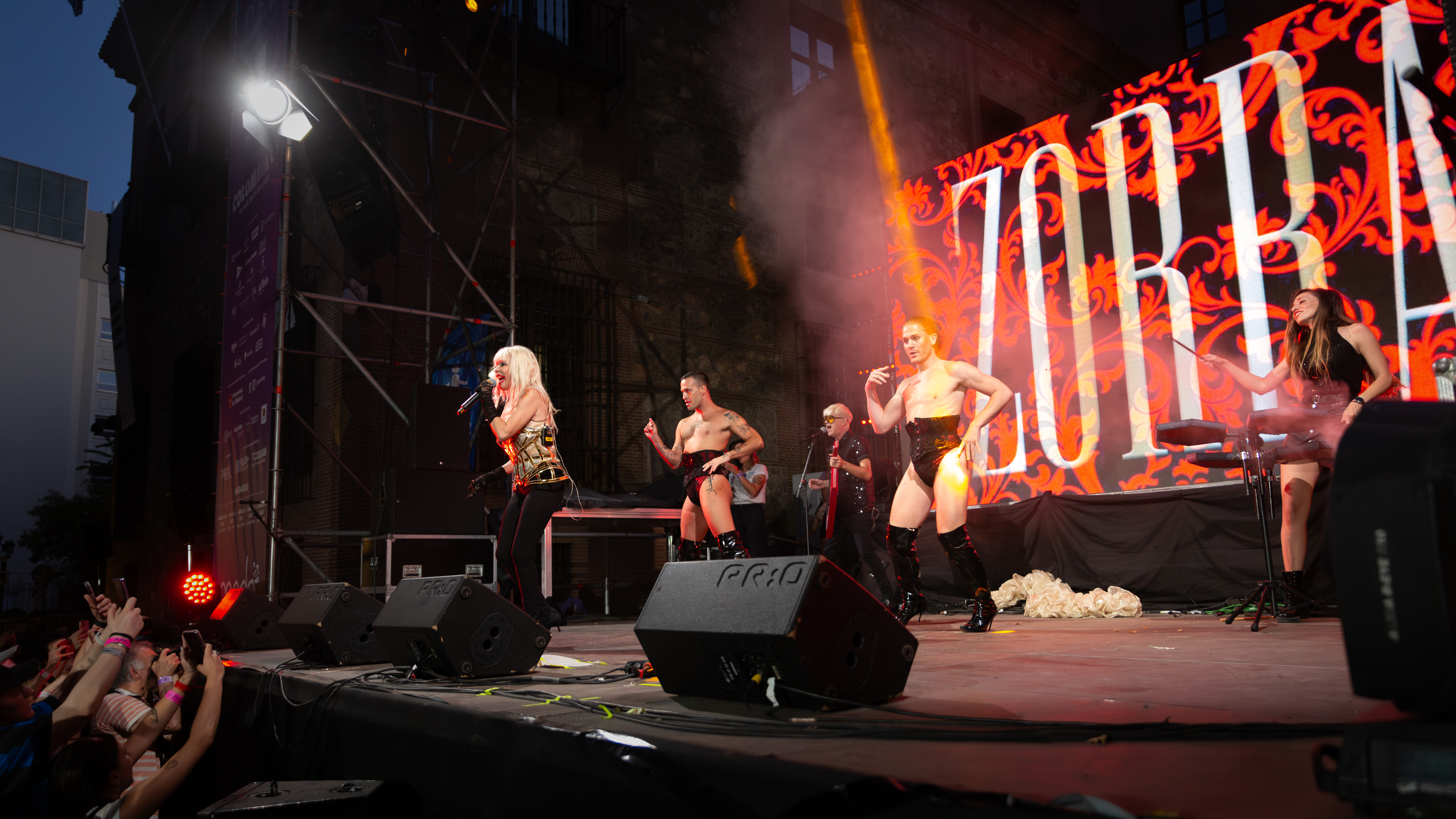
Nebulossa interpretando «Zorra» en Madrid durante Madrid Orgullo.

Benidorm Fest 2024 fue el concurso musical nacional de España para seleccionar la canción representante para el Festival de la Canción de Eurovisión 2024. La competición constó de dos semifinales y una final. En total compitieron 16 canciones candidatas repartidas entre las dos semifinales, compitiendo ocho en cada una. «Zorra» compitió en la primera semifinal, y obtuvo el pase a la final con 149 puntos.
El 3 de febrero la canción compitió en la ronda final en el quinto puesto, tras la canción «Caliente» de Jorge González, y antes de «Here to Stay» de Sofia Coll. La puesta en escena tuvo una iluminación en tonos rojos, imitando un burdel clandestino de la Europa de los años 1930, con una decoración de lámparas con flecos y un sofá circular tapizado de terciopelo carmesí. Mery Bas estuvo acompañada de dos bailarines quienes completaban la coreografía. Tras la votación del jurado especializado, el demoscópico, y el voto popular, la canción obtuvo 156 puntos y quedó en primera posición. Finalmente ganó el festival y el dúo fue premiado con el Micrófono de Bronce y el pase a Eurovisión 2024.
La canción fue la más escuchada de todas las competidoras para el Benidorm Fest 2024, y fue número uno de la lista de temas más virales en España de Spotify.
Tras la victoria, el título de la canción, fue objeto de controversia. Se planteó una posible violación de las reglas del concurso de Eurovisión. Sin embargo, la Unión Europea de Radiodifusión (UER), encargada de la organización y supervisión del festival, explicó en una declaración pública a El País que el uso de la palabra no constituye una violación.
El 10 de marzo, un mes después de su victoria en el Benidorm Fest, se anunció que la canción había superado las 10 millones de reproducciones en Spotify.
La canción quedó en el puesto 22 en la gran final del Festival de Eurovisión, con 19 puntos del jurado y 11 del televoto.

## Reacciones

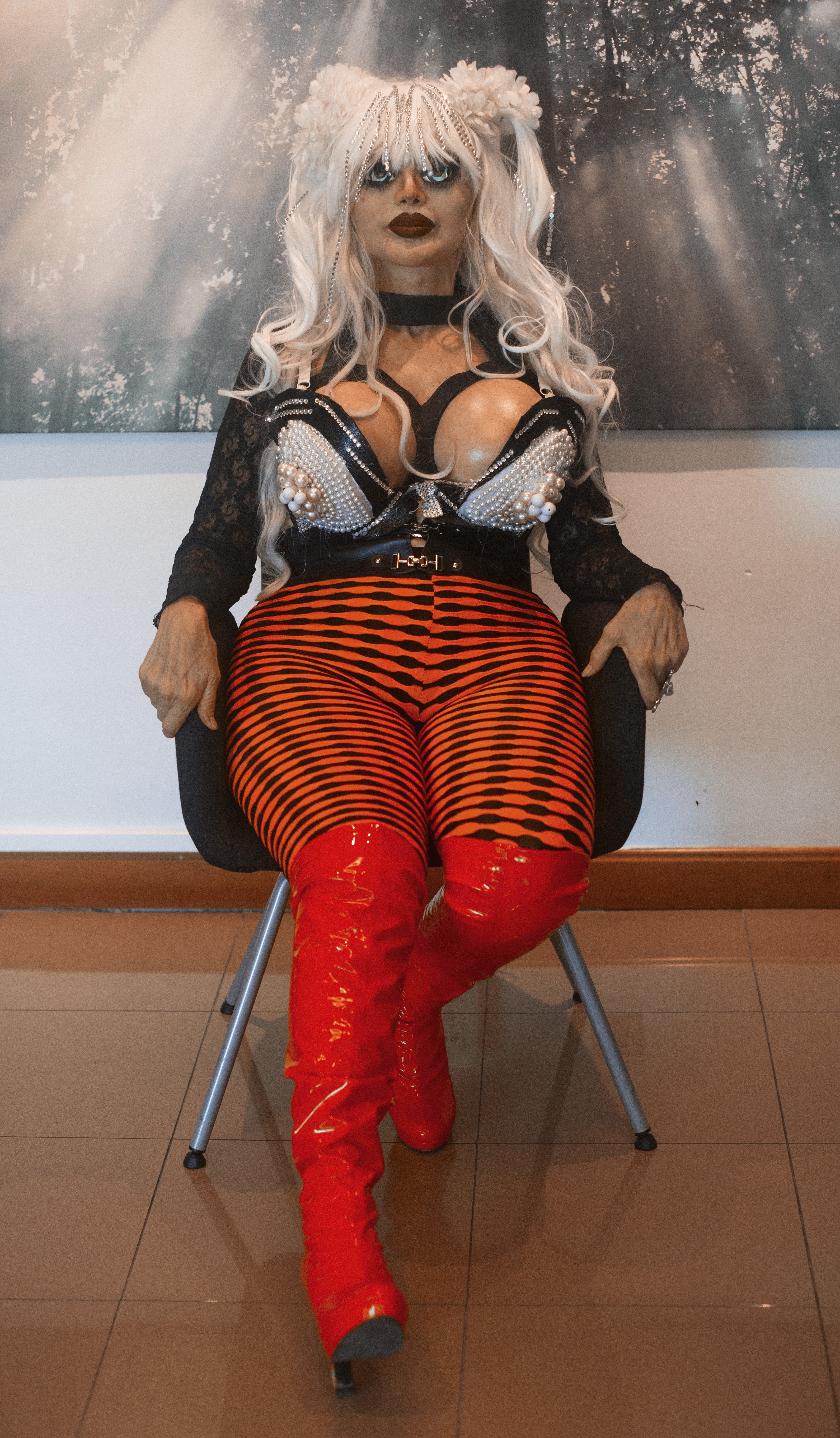
Manuela Trasobares en 2023

Manuela Trasobares no conocía el contenido ni el homenaje que se le hace en la canción. Cuando tuvo conocimiento de ello, consideró la canción como «un himno» y su significado como «lo más feminista, transgresor y lo más antipatriarcal que existe».
Tras una serie de críticas por parte de sectores reaccionarios y vinculados a la extrema derecha, el presidente del Gobierno Pedro Sánchez se pronunció a favor de la canción durante una entrevista en el programa Al rojo vivo, señalando que «a la 'fachosfera' le hubiera gustado más el Cara al sol en Eurovisión pero a mí me gusta Zorra».
Pocos días después de la victoria en el Benidorm Fest, el programa humorístico de TV3 Polònia realizó un sketch cambiando el título de la canción por «Facha», y como protagonistas a imitadores de tres políticos del Partido Popular, la presidenta de la Comunidad de Madrid, Isabel Díaz Ayuso, interpretada por la actriz Lara Díez, el alcalde de Madrid José Luis Martínez-Almeida, y el expresidente del gobierno José María Aznar, estos dos últimos como los bailarines que acompañaron a Mery Bas. También se han publicado distintas versiones paródicas, o cambiando los arreglos musicales, así como muchas traducciones oficiales, como las versiones en esperanto e italiano.
Al igual que desde la extrema derecha, la canción fue criticada por los sectores más conservadores y anti-trans del feminismo, los cuales la tachan de misógina y machista. Entre las críticas, se encuentran a título individual las expolíticas socialistas Laura Berja y Ángeles Álvarez, y a título colectivo, la Alianza contra el Borrado de Mujeres y el Movimiento Feminista de Madrid. Ante la elección de «Zorra» para representar a España, la delegada de Igualdad, Diversidad e Inclusión de RTVE, Montserrat Boix, indicó que dimitió en acto de protesta, no obstante desde fuentes de RTVE se señala que la salida de Boix corresponde a una jubilación pactada con anterioridad a la realización del Benidorm Fest y que sus dichos solamente buscaban generar «ruido mediático». La presidenta del Consejo de Estado Carmen Calvo también ha criticado el tema, diciendo que «es una canción para ganar dinero y votos», y que «más de una mujer le ha dicho que lo último que escuchó antes de que la tiraran por las escaleras fue "zorra"».
Esta tendencia de reapropiarse de palabras que han sido tradicionalmente utilizadas para degradar a la mujer la comparten otras mujeres de la industria musical española, como La Zowi, Rigoberta Bandini, Zahara, Mala Rodríguez o Bad Gyal. Quizá el ejemplo más similar a la canción de Nebulossa es Me gusta ser una zorra, canción del grupo español punk rock Vulpes en 1983.

## Posicionamiento en listas
| Lista (2024)                | Posición más alta |
| --------------------------- | ----------------- |
| España (PROMUSICAE)         | 5                 |
| Greece International (IFPI) | 26                |
| Lituania (AGATA)            | 17                |

## Certificaciones
| País                                                            | Certificación | Ventas |
| --------------------------------------------------------------- | ------------- | ------ |
| España (PROMUSICAE)                                             | Platino       | 60,000 |
| xcifras no especificadas basadas únicamente en la certificación |               |        |